# Lvov
Lvov (ukrajinsky Львів, Lviv [lʲviw], polsky Lwów, německy Lemberg, latinsky Leopolis, v jidiš לעמבערג‎, Lemberyk, Lemberek, rusky Львов, Lvov [ľvof]) je největší město západní Ukrajiny a kulturní, vzdělávací, dopravní a hospodářské centrum celé západní části země. Město leží v kopcovitém terénu na okraji vysočiny Roztoččja na říčce Poltvě, 60 km na východ od hranic s Polskem. Ve Lvově je generální konzulát České republiky s konzulární působností pro tyto oblasti: Volyňská, Rovnenská, Černivecká, Lvovská, Zakarpatská, Ivano-Frankovská a Ternopilská.
Lvov byl založen roku 1256 a byl centrem Haličsko-volyňského knížectví, později hlavním městem Haliče. Po staletí byl součástí Polska, resp. Rakouského císařství, což vtisklo městu originální středoevropský ráz. Centrum města je zapsáno na seznamu Světového dědictví UNESCO.
Dnes je Lvov sídlem Lvovské oblasti. Žije zde přibližně 717 tisíc obyvatel. Lvovská aglomerace (do 30 km od centra) čítá téměř 1,3 milionu obyvatel. Jedna z mála zachovalých tradic je prodej na velkých tržnicích, které jsou v každé městské části.

## Dějiny
Lvov byl založen Danielem Haličským, králem haličsko-volyňským, okolo roku 1250. Název dostal podle Danielova syna Lva. Později zde bylo hlavní město království. Roku 1349 byl Lvov dobyt polským králem Kazimírem III. Velikým a obdržel magdeburské právo (1356). V letech 1434–1772 zde bylo sídlo Ruského vojvodství Polska, resp. Polsko-litevského státu. Již od počátku zde byla židovská menšina, sídlili zde také němečtí kolonisté. Město postupně vyrostlo ve významné kulturně-hospodářské centrum, největší mezi Kyjevem, Varšavou a Krakovem.
V letech 1649 a 1655–1656 obléhala město kozácká vojska Bohdana Chmelnického, město však nebylo dobyto. Roku 1656 je obléhali též Švédové, kteří je dobyli až při dalším nájezdu roku 1704. Roku 1772 se výsledkem prvního dělení Polska stal Lvov a celá Halič součástí habsburského Rakouska. Přestože státní správa prosazovala germanizaci, byl Lvov i během 19. století jedním z hlavních center polské i ukrajinské kultury. Tehdy město velmi rychle rostlo, zvláště po příchodu železnice. Od roku 1867 zde zasedal parlament Haličského království (Haličský zemský sněm).
V listopadu 1918 zde sídlila Západoukrajinská lidová republika. V období mezi dvěma světovými válkami byl Lvov třetím největším městem Druhé Polské republiky. V letech 1939–1941 byl obsazen Rudou armádou, 1941–1944 byl součástí hitlerovského Generálního gouvernementu. Po 2. světové válce byl Lvov oblastním městem Ukrajinské SSR Sovětského svazu, rusifikace se ho však dotkla relativně málo. Etnicky polské obyvatelstvo Lvova, které do roku 1946 tvořilo drtivou většinu obyvatel, bylo po válce většinou deportováno do nových hranic Polska.
Od roku 1991 je město součástí nezávislé Ukrajiny a vedle Kyjeva hlavním centrem ukrajinské kultury, které v září 2006 oslavilo 750 let existence. V červnu 2001 navštívil město papež Jan Pavel II., který zde sloužil mši podle latinského obřadu. Dne 27. července 2002 během leteckého festivalu na lvovském letišti havarovalo letadlo SU-27, které spadlo do davu diváků. Zemřelo 77 osob (z toho 28 dětí) a 543 osob bylo zraněno.
V roce 2004 byl Lvov jedním z center Oranžové revoluce, v roce 2014 vedle hlavního města jedním z hlavních epicenter Euromajdanu. Místní radnice dokonce na krátkou dobu vyhlásila nezávislost na Janukovyčově vládě.
Kvůli válce mezi Ruskem a Ukrajinou se Lvov v únoru 2022 stal de facto západním hlavním městem země, protože z Kyjeva byla přemístěna některá velvyslanectví a ministerstva z obav, že hlavní město padne do rukou ruských vojsk.

## Ekonomika
Lvov byl tradičně spíše centrem obchodu a drobného průmyslu. Po 2. světové válce však přišla masivní industrializace v sovětském stylu, nicméně po rozpadu Sovětského svazu byla výroba v největších závodech (továrny na televizory, vojenskou techniku, Lvovský autobusový závod) zastavena či výrazně omezena: ve čtyřech největších podnicích, které v roce 1991 zaměstnávaly celkem 48 000 osob, zůstalo v roce 2007 jen 2500 zaměstnanců. Lvovské hospodářství se tak v době nezávislé Ukrajiny přeorientovalo ze strojírenství (59,3 % produkce v roce 1991) spíše na potravinářský průmysl (39,4 % v roce 2001, strojírenství 17,6 %). Rozvinulo se pivovarnictví (značka Lvivske je rozšířena po celé zemi). Silnou pozici si však udržela výroba autobusů a vysokozdvižných vozíků. Dále je zde výrazněji zastoupen chemický průmysl.

### Doprava
Lvov je největší dopravní křižovatkou západní Ukrajiny. 6 km od centra se nachází lvovské mezinárodní letiště, odkud létají linky do některých evropských, ruských či blízkovýchodních měst. Hlavní autobusové nádraží leží na jihozápadním okraji města (zajímavostí je, že letiště je centru blíže), se kterým je spojeno trolejbusovou linkou. Odjíždějí odtud linky především do západoukrajinských měst, frekventované linky do Polska (Přemyšl, Krakov) a dálkové linky do střední Evropy.

### Železniční doprava

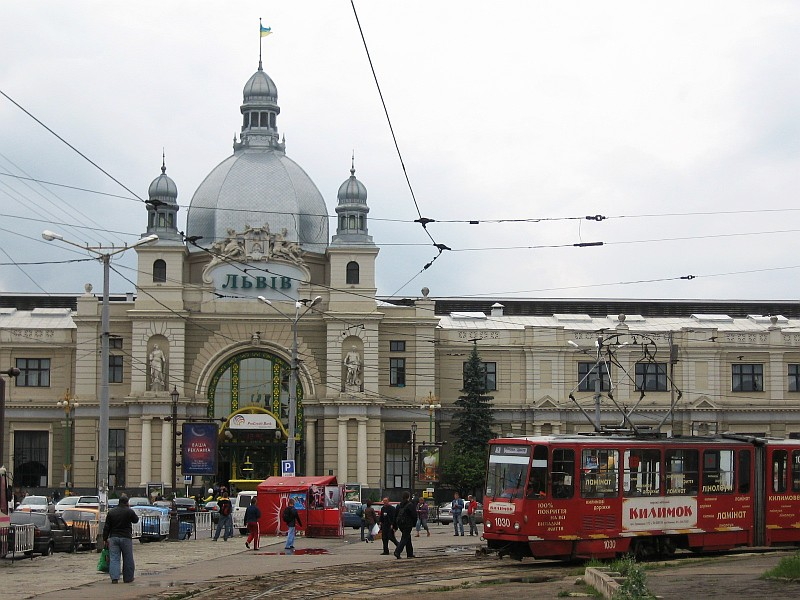
Hlavní nádraží ve Lvově, vystavěné v secesním stylu roku 1903, a tramvaj české výroby

Město je významným železničním uzlem a z ukrajinských měst bylo mezi prvními, která získala napojení na železniční síť: první vlak sem dorazil 4. listopadu 1861 z Vídně. Dále byla trať prodloužena do Černovic (1866) a zřízena odbočka na tehdejší hranici s Ruskou říší v Brodech/Radyvylivě.
Z výstavného a vzorně udržovaného hlavního nádraží, postaveného počátkem 20. století v secesním stylu, vycházejí dvoukolejné elektrifikované tratě ve směru na Mostyska (–Přemyšl-Polsko), Krasne (–Rivne/Kyjev/Oděsa) a železniční trať Lvov – Stryj – Čop na Stryj (-Mukačevo/Ivano-Frankivsk). Jednokolejné železnice míří do měst Rava-Ruska, Sapižanka (–Luck/Kovel), Chodoriv (–Ivano-Frankivsk) a Sambir (–Užhorod). Na těchto tratích je provozována také příměstská doprava. Několik vlaků denně míří do Kyjeva, Oděsy, Užhorodu, Moskvy, Krakova a dalších měst. Kromě hlavního nádraží je ve městě několik dalších stanic. Nejblíže centru leží nádraží Pidzamče. Příměstským električkám slouží od roku 1996 zvláštní příměstské nádraží v sousedství hlavního. Ve Lvově sídlí Lvovská dráha, jedna z 6 divizí státních drah Ukrzaliznycja.

### Městská doprava
Ve městě chybí páteřní dopravní systém. Spletitou, pomalou a nedostatečně kapacitní síť MHD tvoří autobusy, trolejbusy, tramvaje a maršrutky. Zejména tramvajová síť (o úzkém rozchodu 1000 mm), jejíž počátky, jakožto koněspřežné tramvaje, sahají již do roku 1880, je ve velmi špatném stavu. Trolejbusová síť byla otevřena roku 1952 a obsluhuje především poválečná sídliště na kraji města. Lístky jsou jako jinde na Ukrajině nepřestupní.
Koncem 80. letech byl zahájen a následně zmrazen projekt „metrotramvaje“, podobné rychlodráze v Kryvém Rihu. Od 90. let se pak hovoří o výstavbě lehkého metra.

## Obyvatelstvo
Ve 30. letech 20. století byl Lvov třetím největším polským městem (po Varšavě a Lodži). V roce 1931 ve Lvově žilo 312 231 obyvatel, z čeho Poláci tvořili 63,5 % (200 000 osob), Židé 24 % (75 000 osob) a Ukrajinci 10 % (31 000 osob) obyvatel města. Po 2. světové válce sem přišli Ukrajinci (z ostatních částí Ukrajiny a z Polska) a Rusové. Většina Poláků byla přesídlena do západního Polska (mnoho jich bylo zavražděno nebo odvlečeno během války). Židovská menšina, která před válkou tvořila asi čtvrtinu obyvatelstva, čítá po holokaustu jen několik tisíc příslušníků.
Lvov je důležitým náboženským střediskem. Kostely tu má několik křesťanských církví. Sídlí zde Lvovská arcidiecéze a do roku 2005 zde sídlila i Ukrajinská řeckokatolická církev, jež zde má nejvíce věřících. V roce 2001 navštívil město papež Jan Pavel II.
Vývoj počtu obyvatel
| Rok            | 1600   | 1835   | 1900    | 1939    | 1962    | 1989    | 2000    | 2007    | 2021    | 2022    |
| Počet obyvatel | 25 000 | 75 000 | 160 000 | 340 000 | 447 000 | 775 000 | 763 300 | 735 000 | 721 510 | 717 273 |

## Kultura a školství

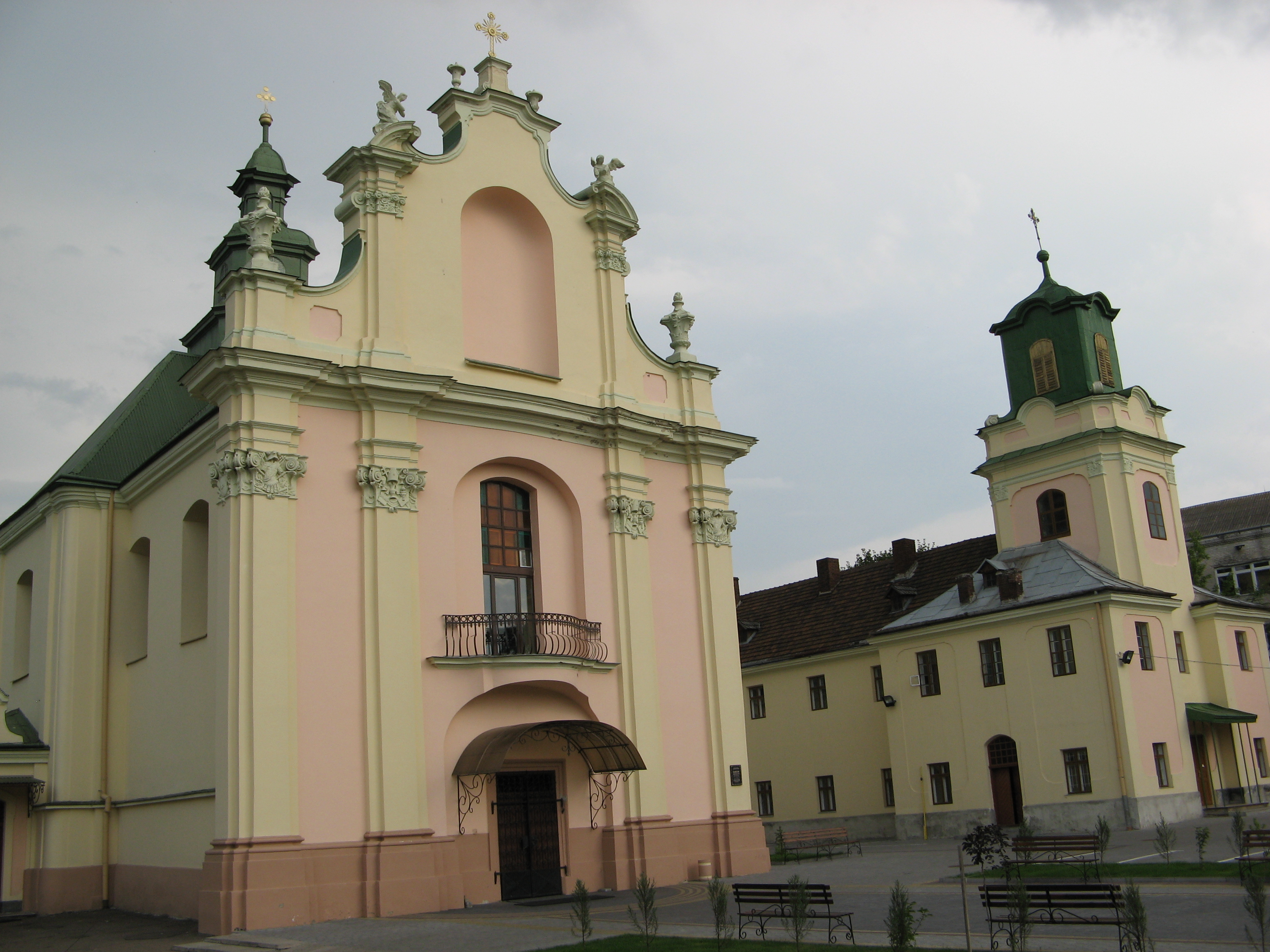
Kostel sv. Martina

Lvov je od roku 1661 sídlem Lvovské univerzity, další vysokou školou s bohatou tradicí je Lvovská polytechnika (1844), odkud vzešlo několik významných matematiků, mj. Stefan Banach. Dále jsou ve Lvově desítky vysokých škol a přes 100 škol středních. Sídlí zde také 8 institutů Národní akademie věd Ukrajiny. V roce 1994 byla obnovena také Ukrajinská katolická univerzita, u jejíhož zrodu stál v meziválečném období řeckokatolický duchovní Andrej Šeptyckyj.
Patrně nejznámějším kulturním stánkem je Lvovské akademické divadlo opery a baletu sídlící v budově v eklektickém stylu z roku 1895. Dále je zde množství divadel, muzeí, knihoven a dalších zařízení.

## Pamětihodnosti

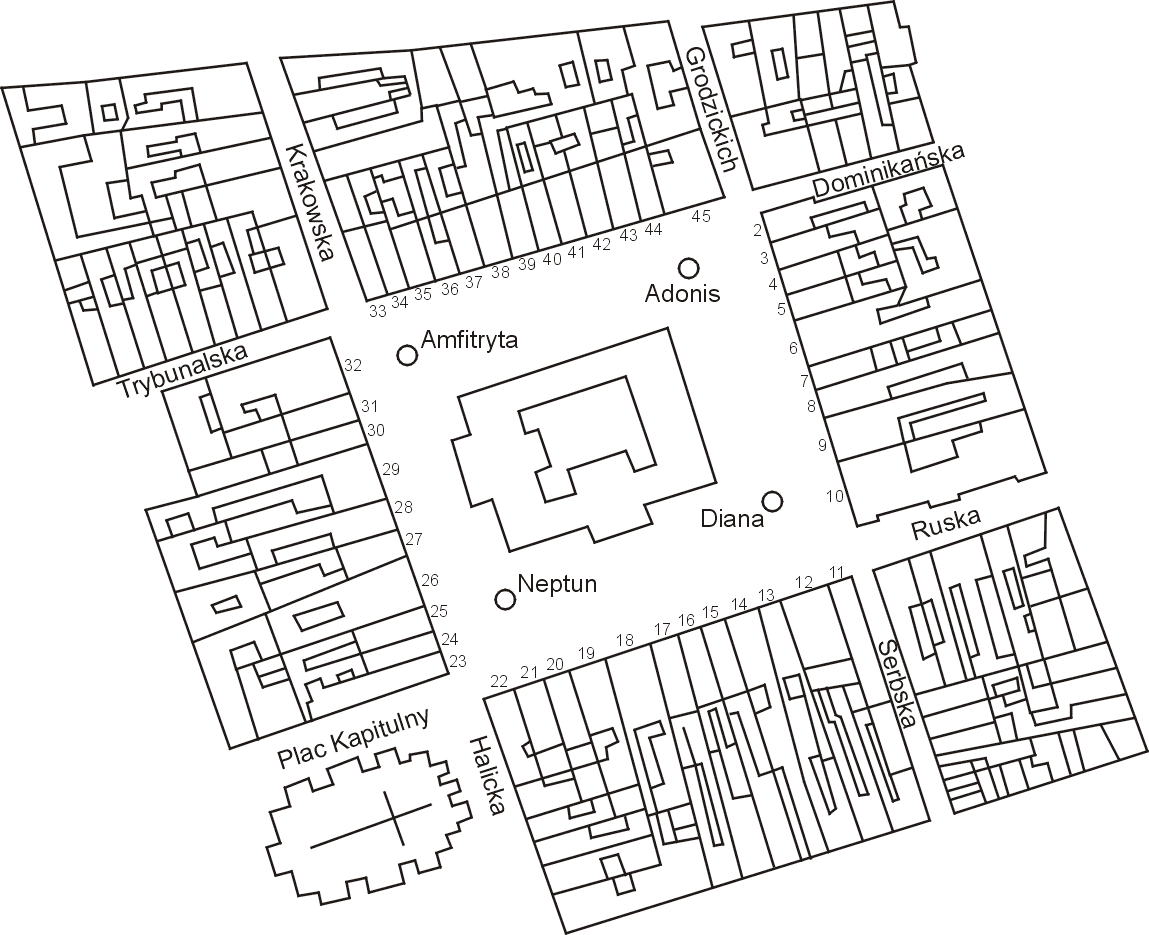
Plán lvovského rynku

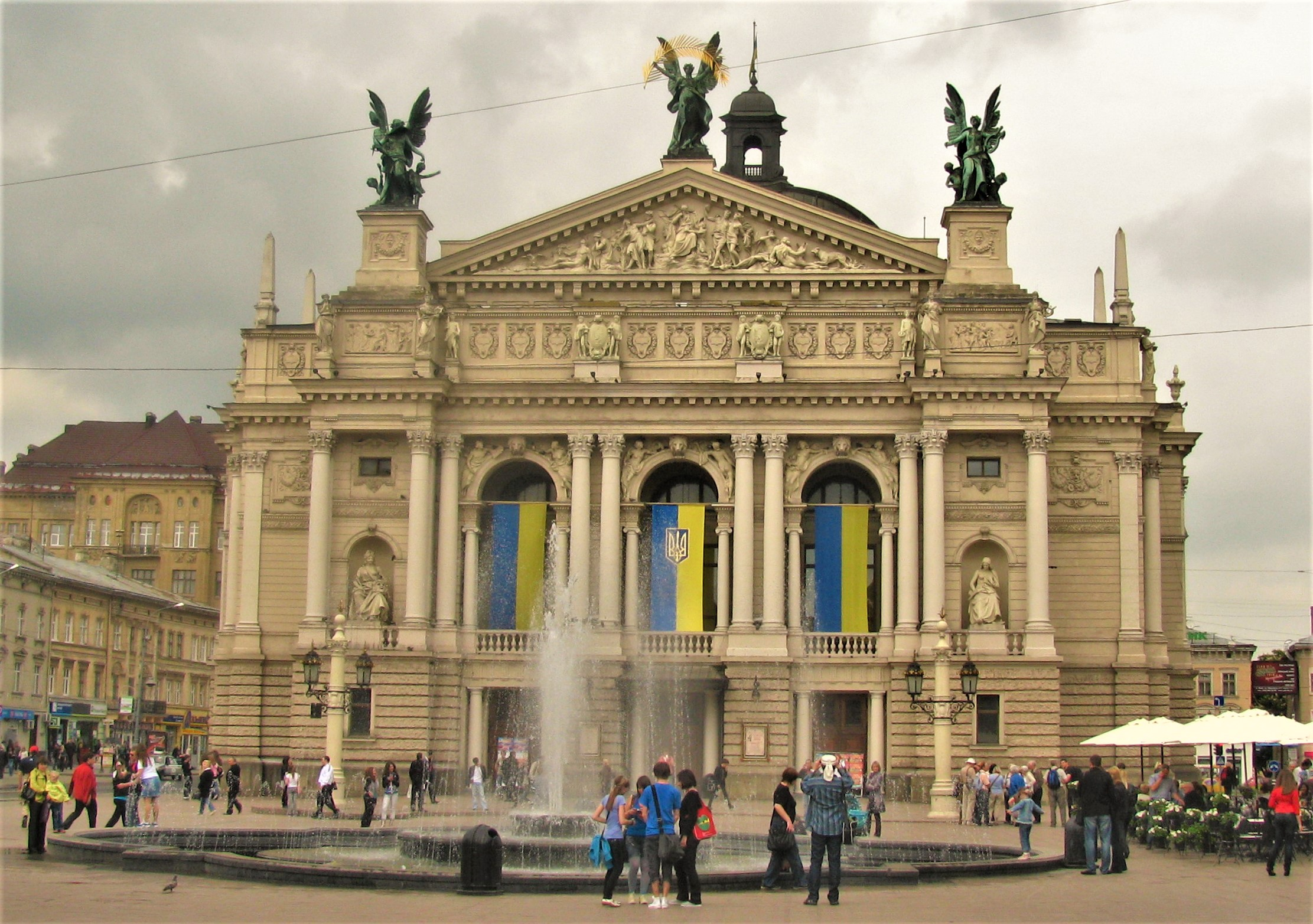
Budova Národního akademického divadla opery a baletu Solomiji Krušelnycké

- Rynok – čtvercové hlavní náměstí s renesanční radnicí a památnými městskými domy, mezi nimiž vyniká Čorna kam'janycja
  - sochy Adonida, Neptuna, Diany a Amfitríty v rozích rynku
  - Italský dvůr
- Arménská katedrála
- Komplex staveb u Arménské katedrály
- Katedrála Nanebevzetí Panny Marie (Lvov) – zvaná Latinská katedrála
- Dominikánský kostel
- Řeckokatolická katedrála Sv. Jiří
- Ševčenkův památník
- Ševčenkův lesík
  - Muzeum lidové architektury a života
- Vysokyj Zamok
- Lvovské Národní akademické divadlo opery a baletu Solomiji Krušelnycké
- secesní budova hlavního nádraží
- Dům vědců
- Kaple Boimů
- Lyčakivskyj hřbitov

Historické centrum Lvova je zapsáno na seznamu světového dědictví UNESCO.

## Osobnosti
- Władysław Anders – polský vojevůdce, jeho jednotky v roce 1944 dobyly Monte Cassino
- Stefan Banach – polský matematik, představitel Lvovské školy matematiky
- gen. Tadeusz Bór-Komorowski – velitel polské Zemské armády v roce 1944
- Ludwig Czech – československý židovský politik
- Vlasta Fabianová – česká herečka
- Ivan Franko – ukrajinský spisovatel, kritik a politický aktivista
- hr. Aleksander Fredro – polský romantický spisovatel
- Ivan Fjodorov – 1. známý východoslovanský tiskař
- Maximilian Füger – rektor zdejší univerzity
- Stefan Grabiński – polský prozaik
- Zbigniew Herbert – polský básník
- Lubomyr Huzar – ukrajinský řeckokatolický kněz, emeritní vyšší arcibiskup kyjevsko-haličský, kardinál (26. února 1933 Lvov)
- sv. Jan z Dukly – světec, žil v Bernardinském klášteře ve Lvově
- Grigorij Alexejevič Javlinskij – ruský liberální ekonom a politik ukrajinského původu, předseda liberálního opozičního politického hnutí Jabloko.
- Ivan Kaljajev – ruský revolucionář, studoval zde na univerzitě
- Emil Kobierzycki – polský kněz
- Maria Konopnicka – polská národní spisovatelka
- Juliusz Kossak – polský malíř
- Solomija Krušelnycka – ukrajinská operní pěvkyně a pedagožka
- Jacek Kuroń – polský intelektuál a politik
- Vilém Kurz – český pianista, profesor konzervatoře ve Lvově
- Karolina Lanckorońska – polská historička umění
- Stanisław Jerzy Lec – polský satirik a básník
- Stanisław Lem – polský spisovatel sci-fi
- Stanisław Leszczyński – polský král a vévoda lotrinský
- Zofia Lissa – polská hudební teoretička a vědkyně
- Roman Longschamps de Berier – polský rektor lvovské Univerzity Jana Kazimíra
- Kornel Makuszyński – polský autor knížek o Kozlíku Matějovi
- Leopold von Sacher-Masoch – rakouský spisovatel, po němž byl nazván masochismus
- Alexius Meinong – rakouský filosof
- Ludwig von Mises – rakouský liberální ekonom působící v USA
- Szymon Okolski – polský teolog
- Jaroslava Procházková  – česká herečka a zpěvačka
- Karl Radek – sovětský politik
- Ruslana – ukrajinská zpěvačka a tanečnice
- František Řehoř – český etnograf (působil v Haliči v letech 1877-90)
- Piotr Skarga – polský teolog, spisovatel a kazatel
- Leopold Staff – polský spisovatel českého původu
- Andrej Šeptyckyj – ukrajinský řeckokatolický duchovní
- Ilona Štěpánová-Kurzová – česká klavírní virtuózka a pedagog
- Stan Ulam – matematik
- Wanda Wasilewska – polská spisovatelka
- Simon Wiesenthal – rakouský židovský aktivista a „lovec nacistů“
- Andrzej Żuławski – polský spisovatel
- Adam Zagajewski – polský básník

## Partnerská města
- Banja Luka, Bosna a Hercegovina (2004)
- Brno, Česko (2022)
- Budapešť, Maďarsko (1993)
- Freiburg im Breisgau, Německo (1989)
- Krakov, Polsko (1995)
- Kutaisi, Gruzie (2002)
- Lodž, Polsko (2003)
- Lublin, Polsko (2004)
- Novi Sad, Srbsko (1999)
- Přemyšl, Polsko (1995)
- Rišon le-Cijon, Izrael (1993)
- Rochdale, Spojené království (1992)
- Vratislav, Polsko (2003)
- Winnipeg, Kanada (1973)

## Fotogalerie

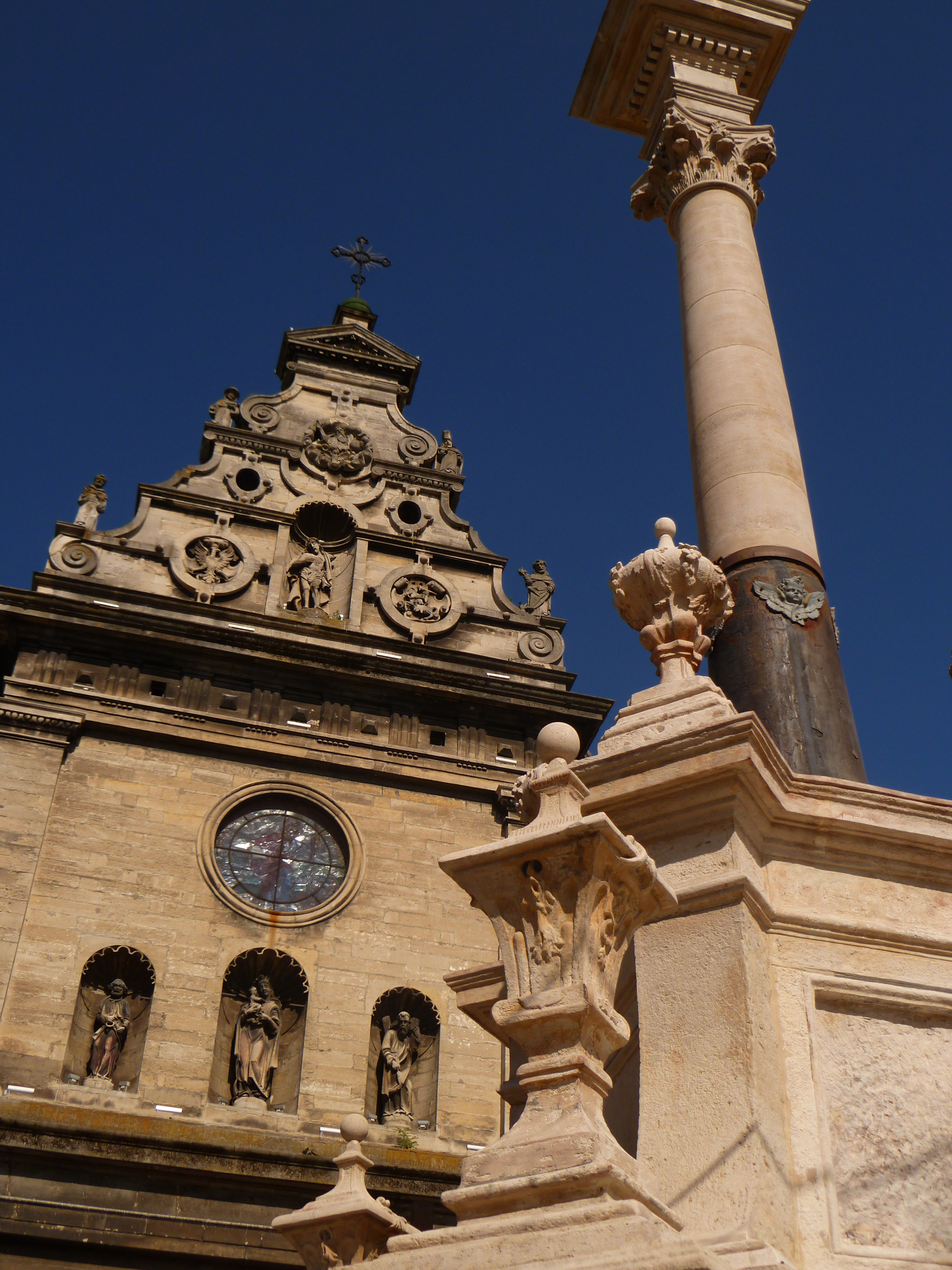
Řeckokatolický kostel svatého Ondřeje a klášter Bernardýnů (XVII stol.)
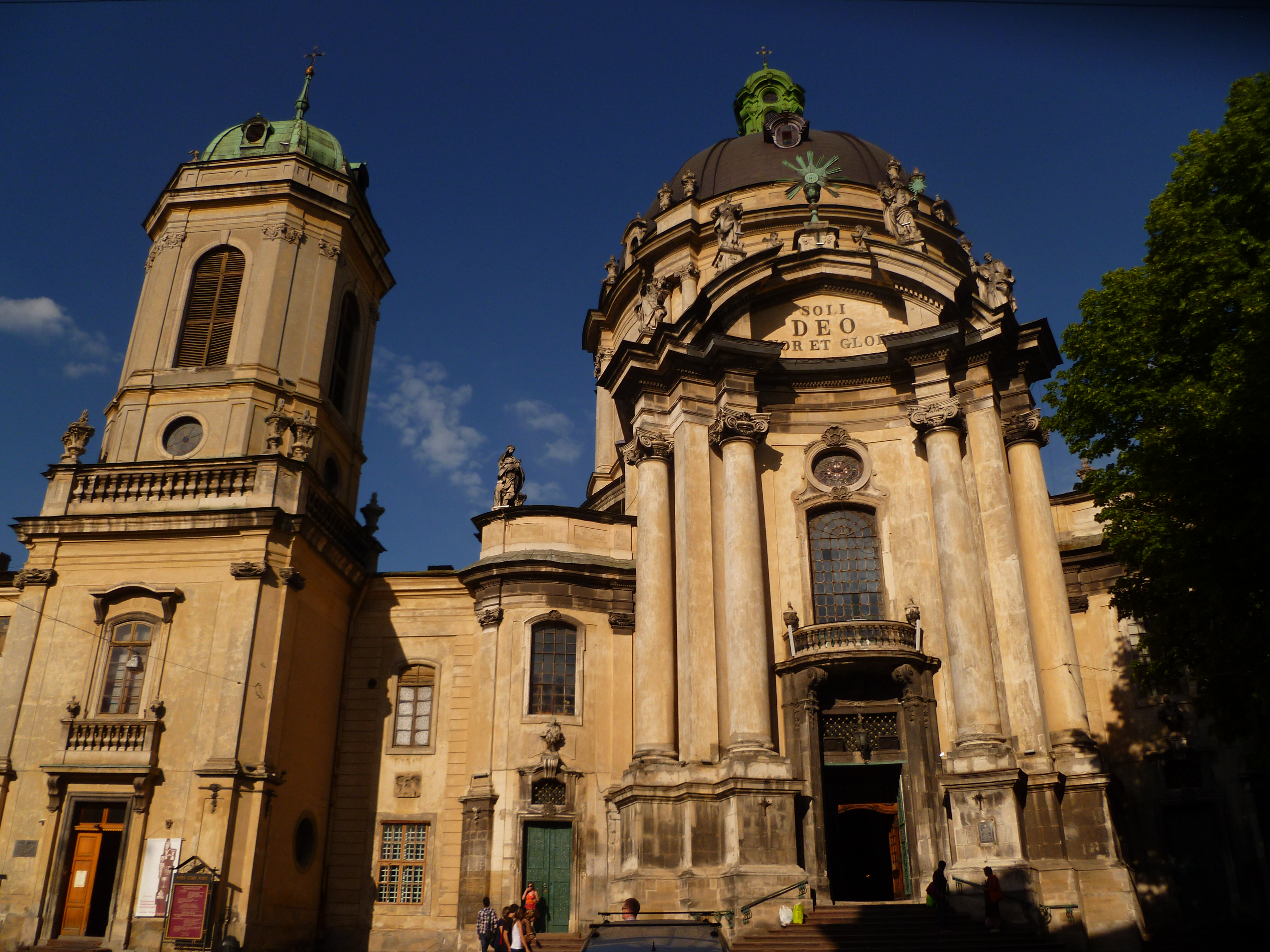
Kostel Božího těla a klášter Dominikánů. Dnes řeckokatolický kostel nejsvětější eucharistie
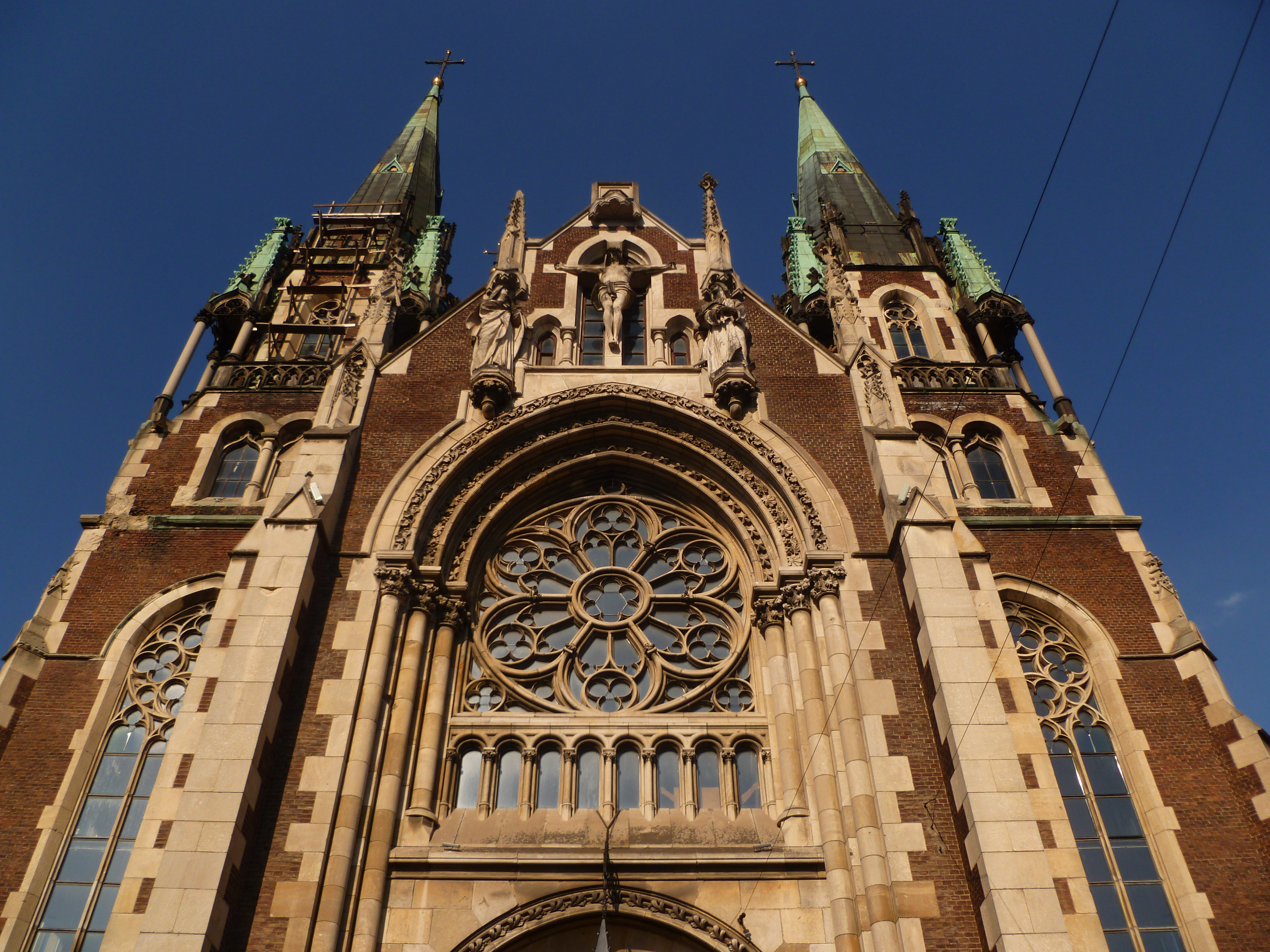
Řeckokatolický kostel svaté Olgy a Alžběty
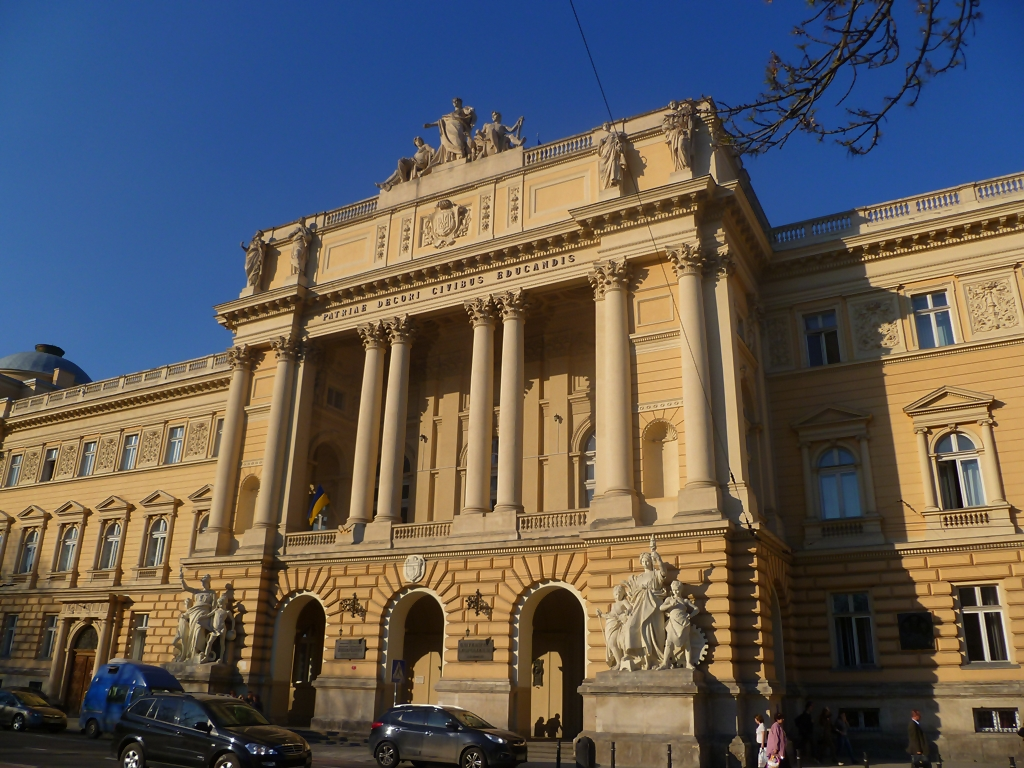
Lvovská univerzita dříve budova haličského zemského sněmu
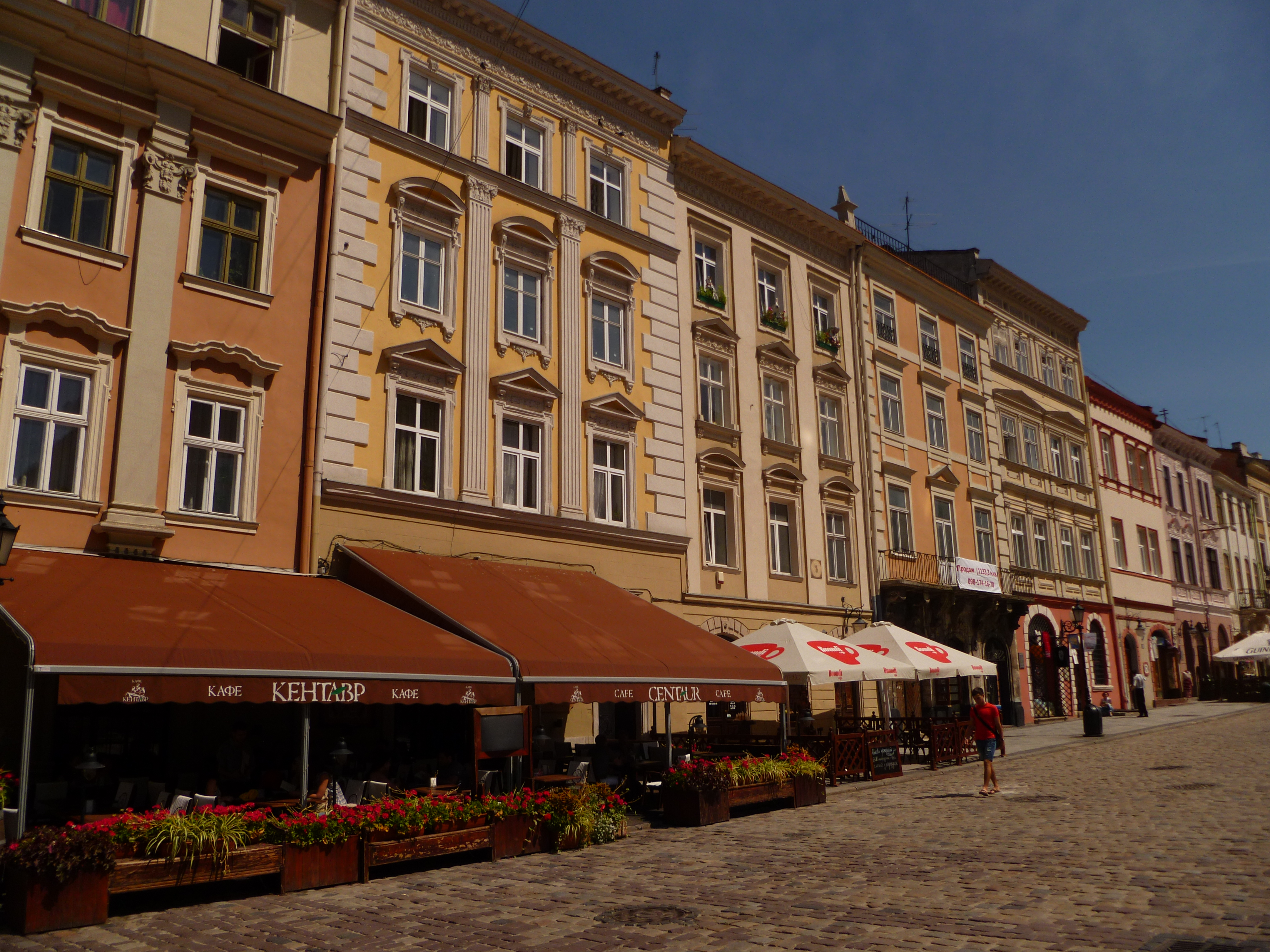
Rynek
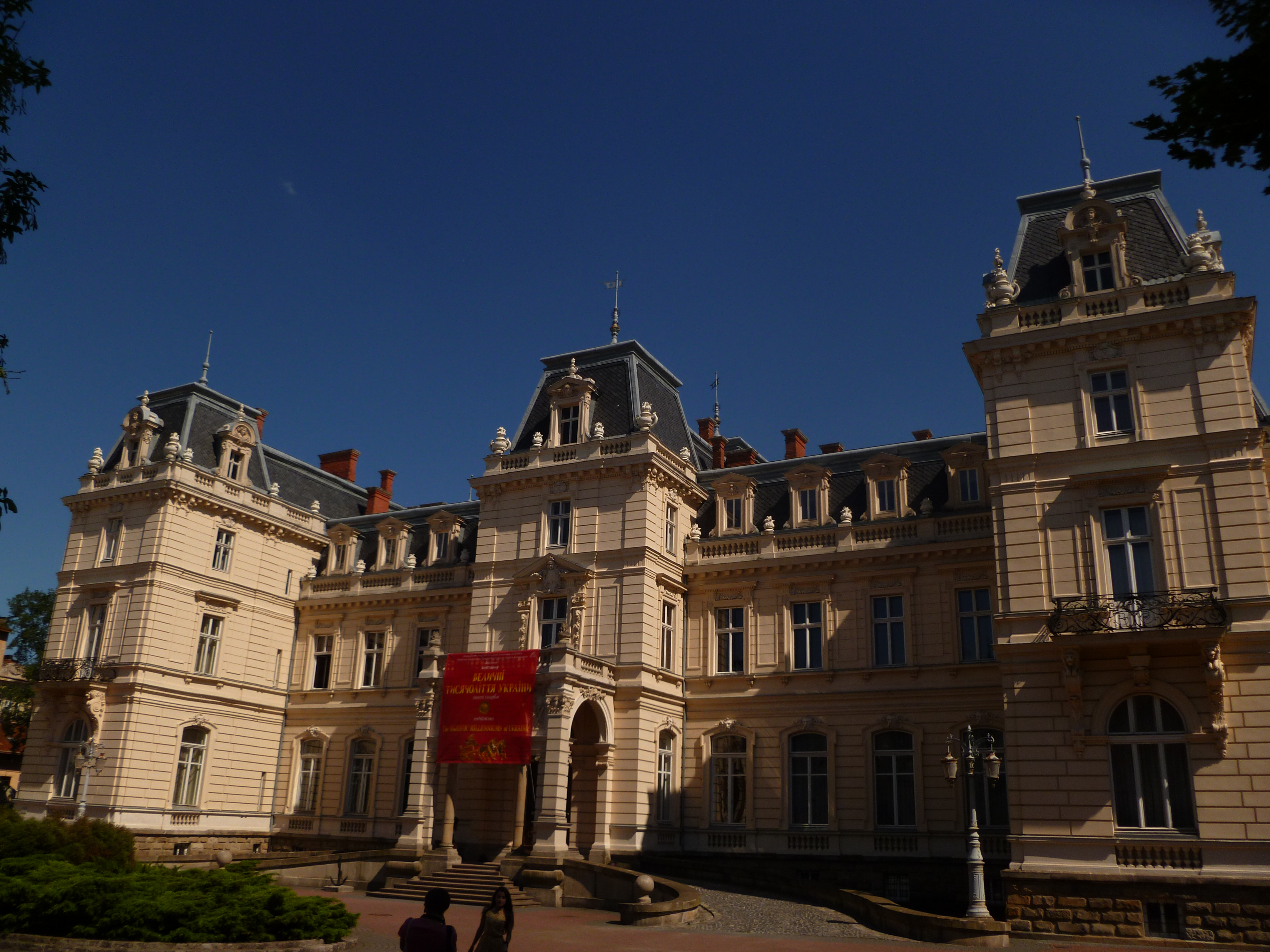
Palác Potockých
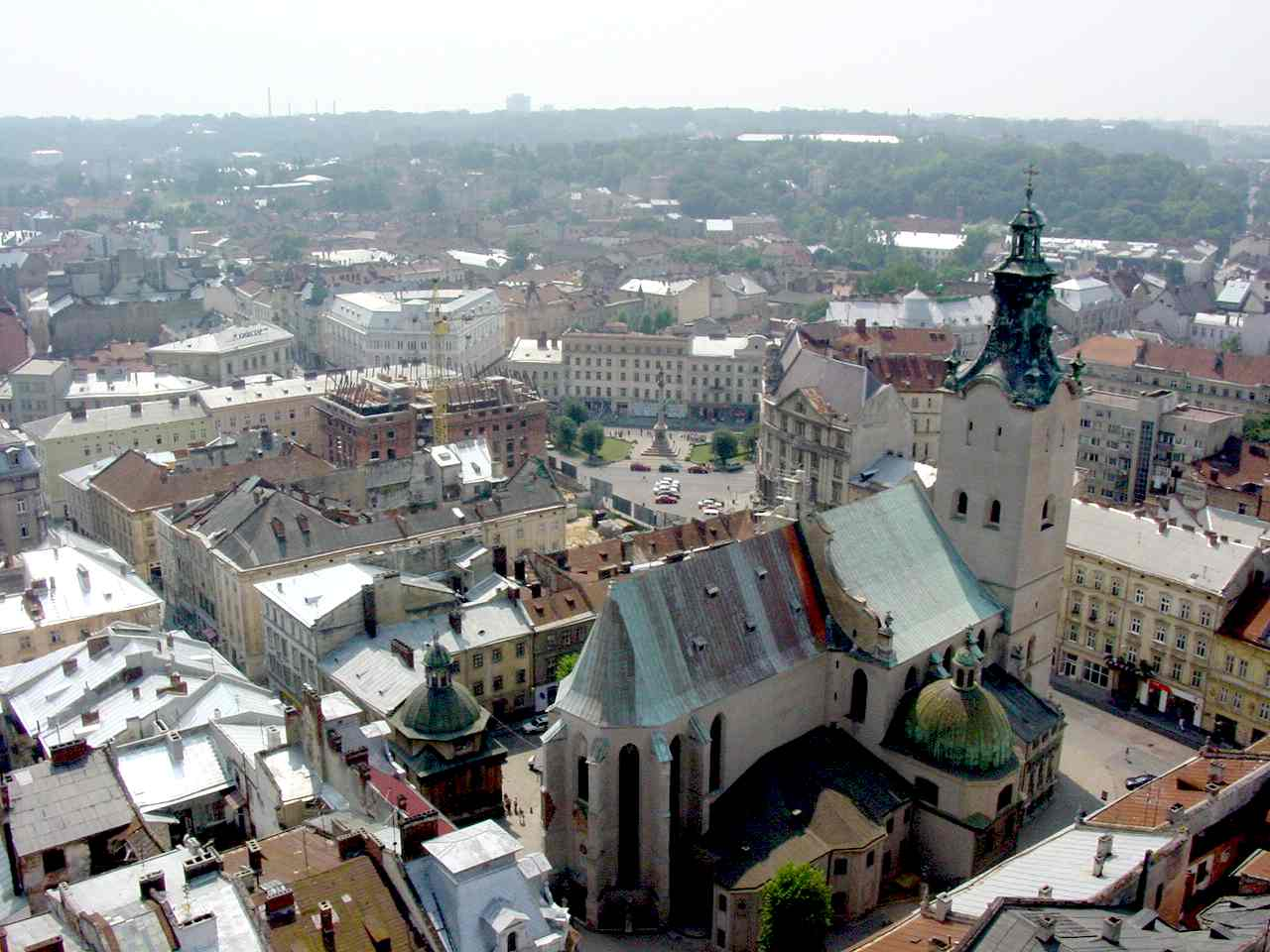
Římskokatolická katedrála Nanebevzetí Panny Marie (pohled z radniční věže)
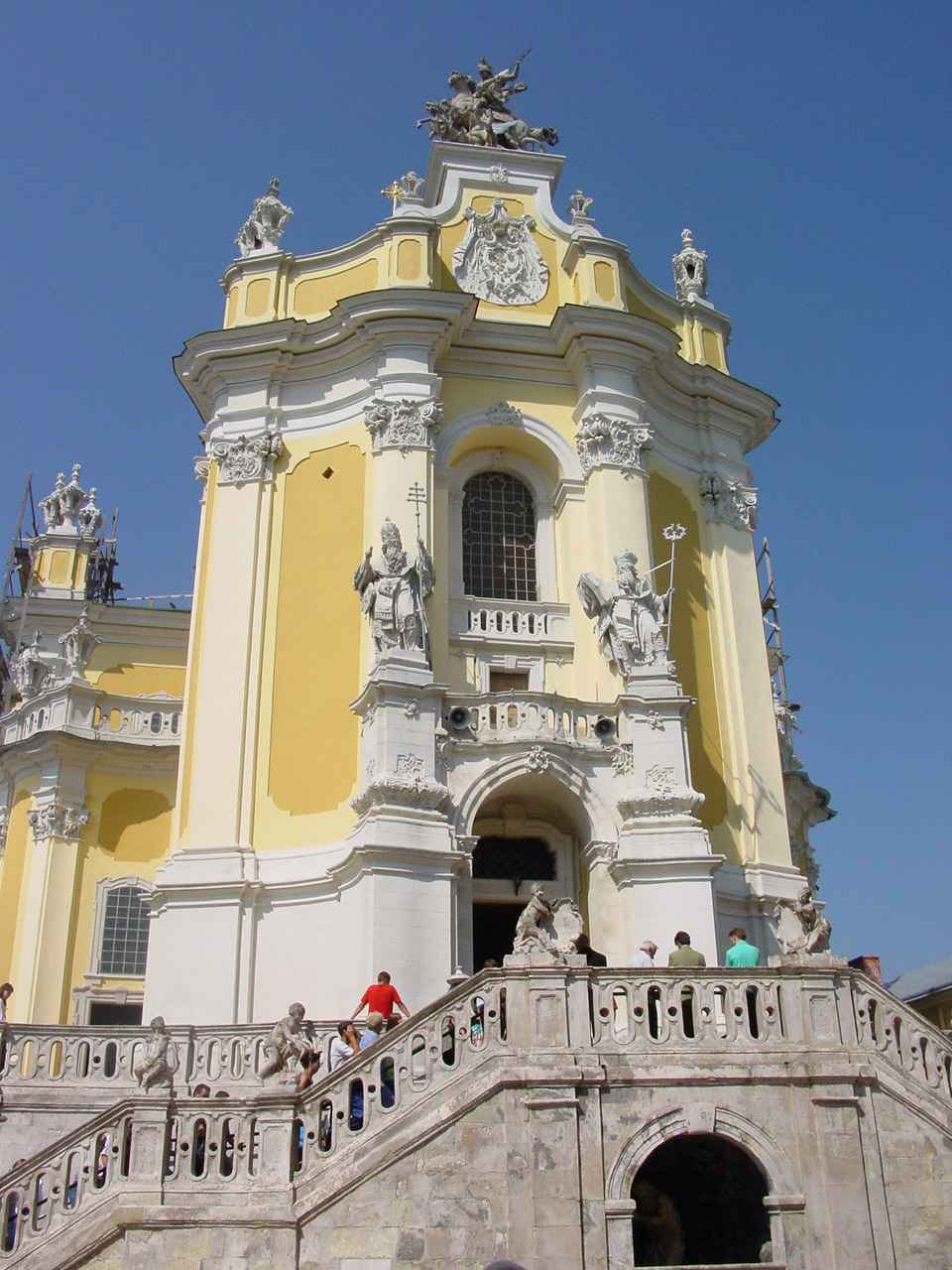
Řeckokatolická katedrála svatého Jiří
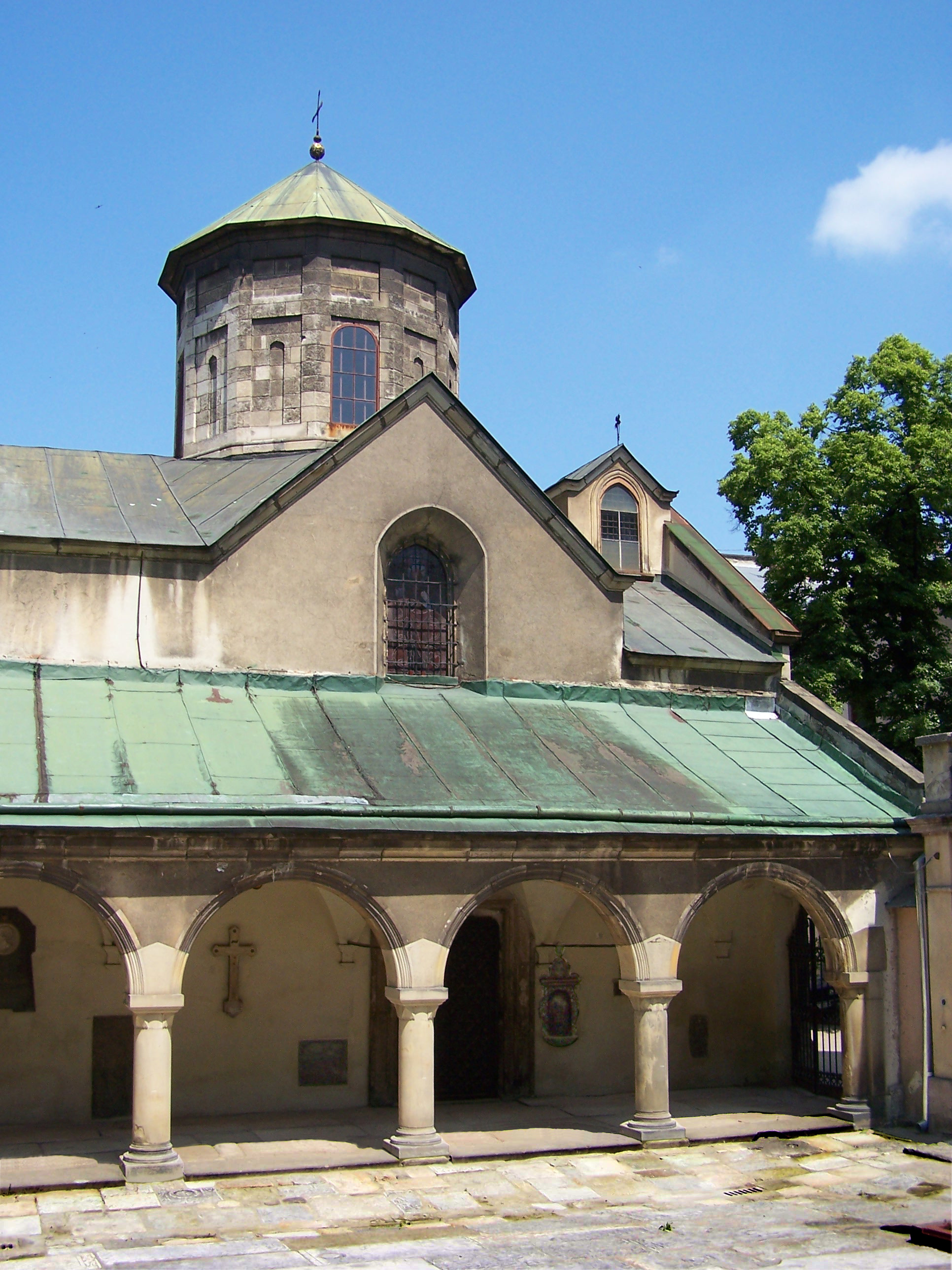
Arménská katedrála
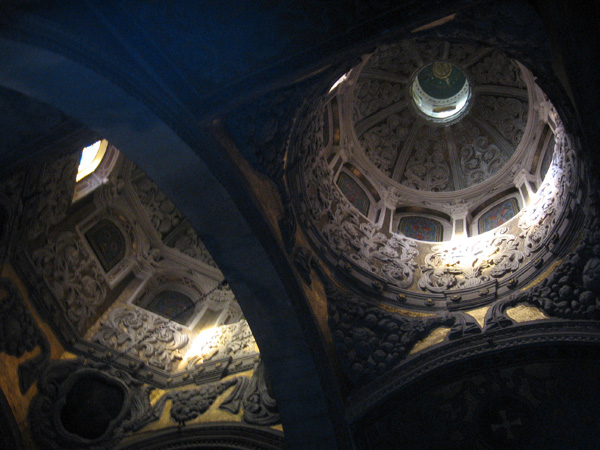
Kaple tří svatých
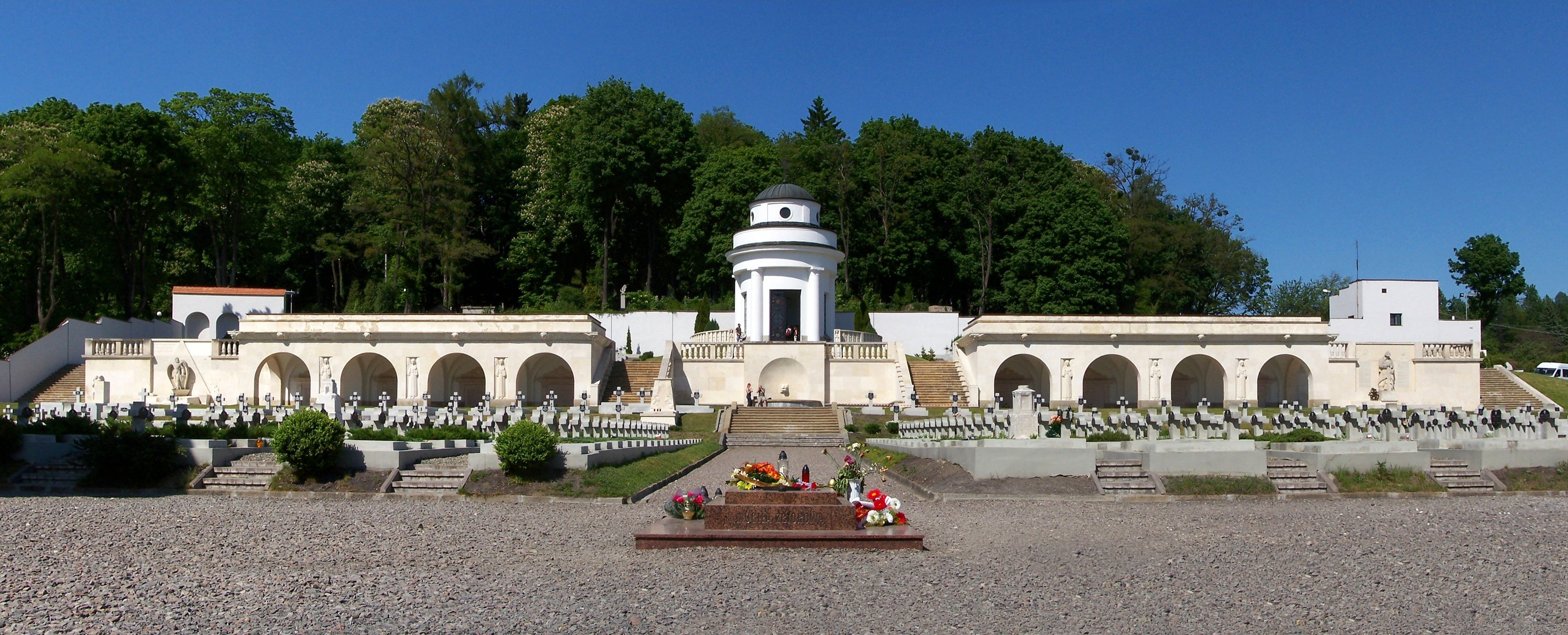
Hřbitov obránců Lvova
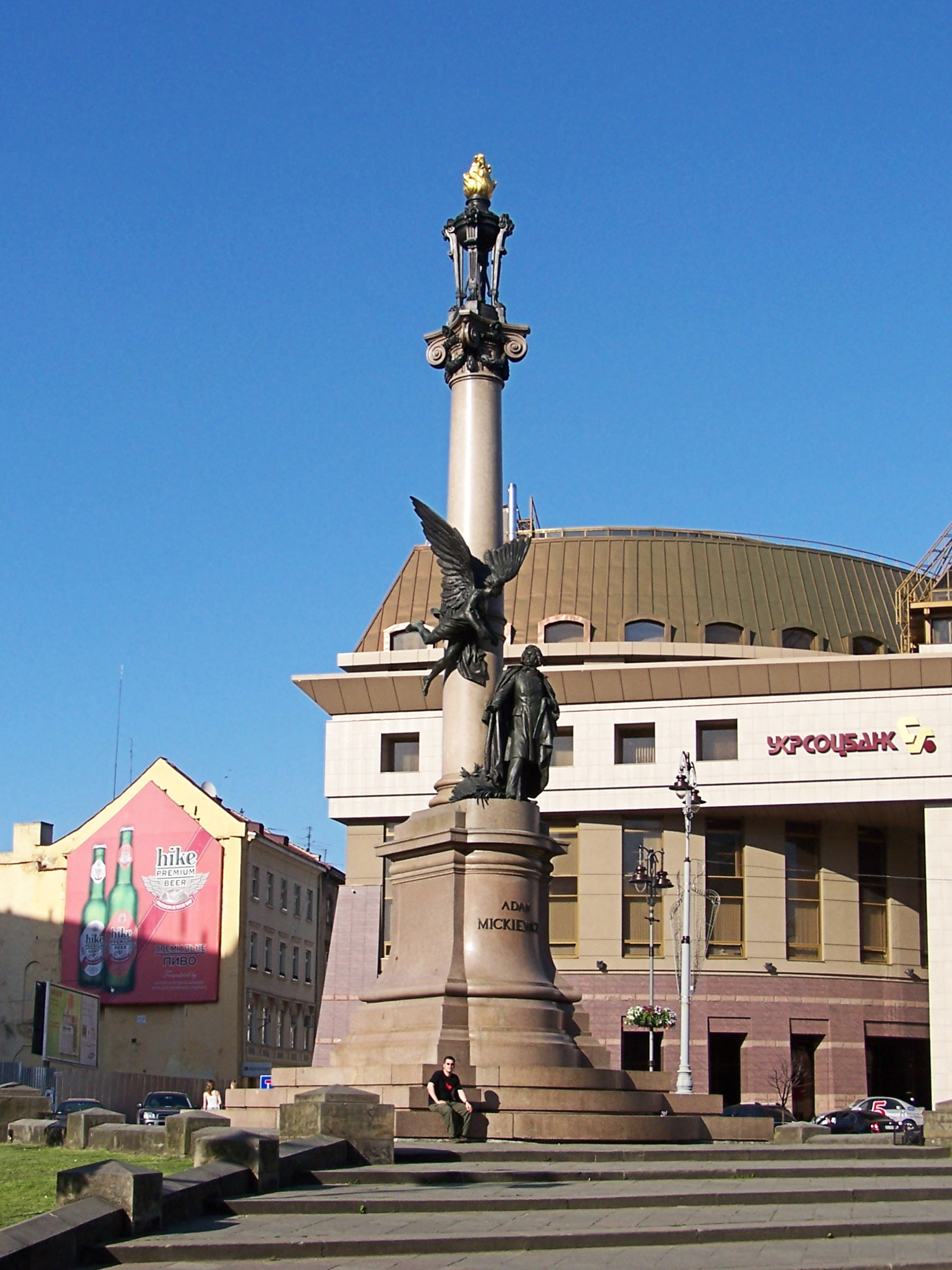
Pomník Adama Mickiewicze
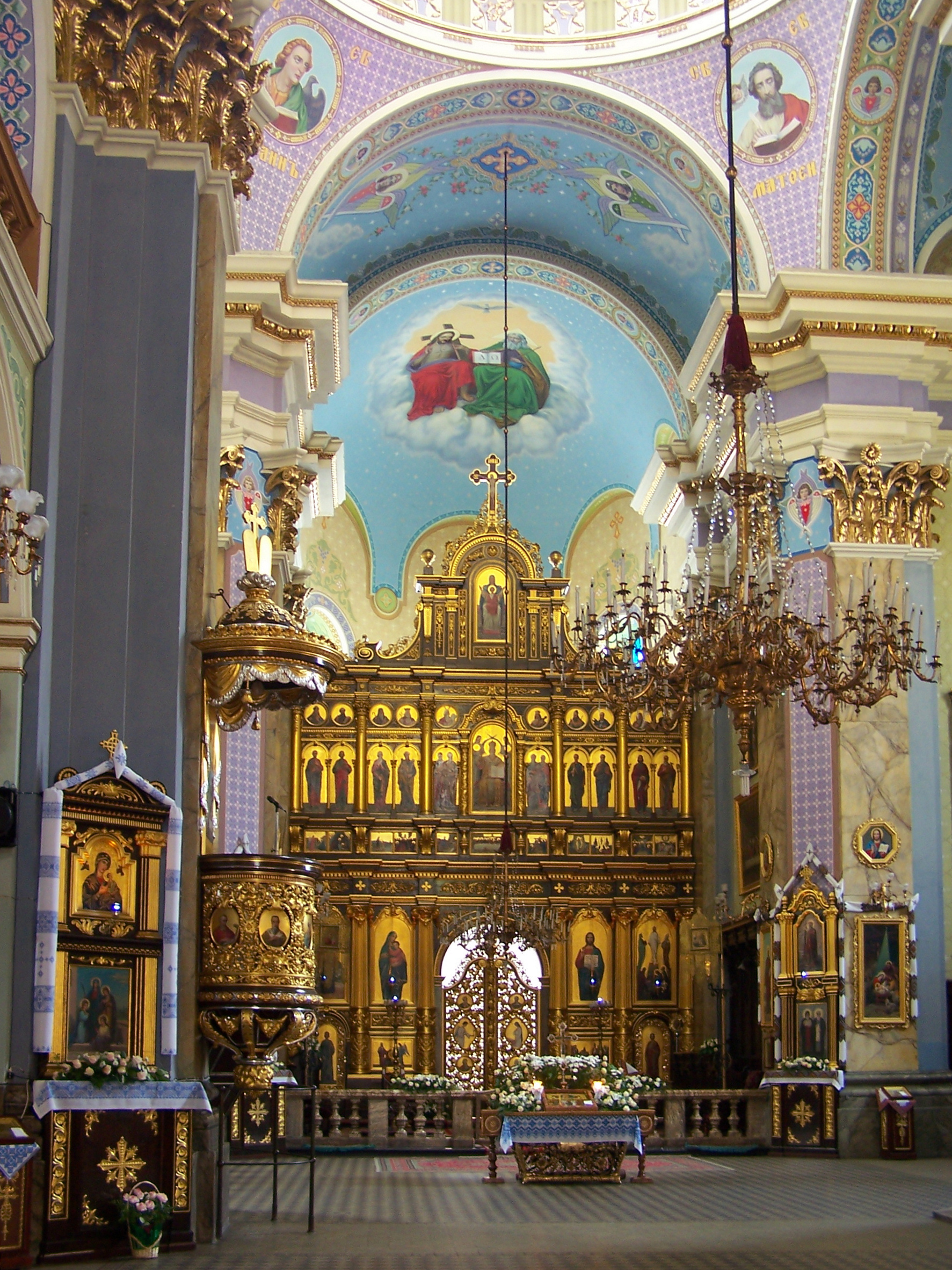
Řeckokatolický kostel proměnění Páně
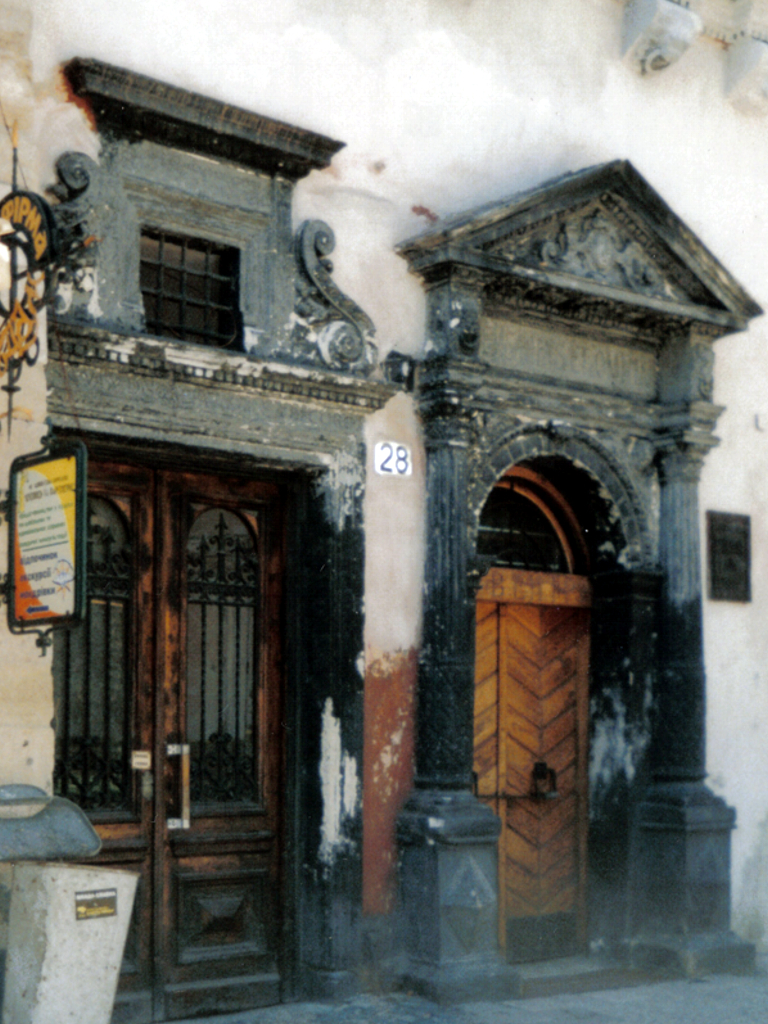
Portál jednoho z domů na hlavním náměstí
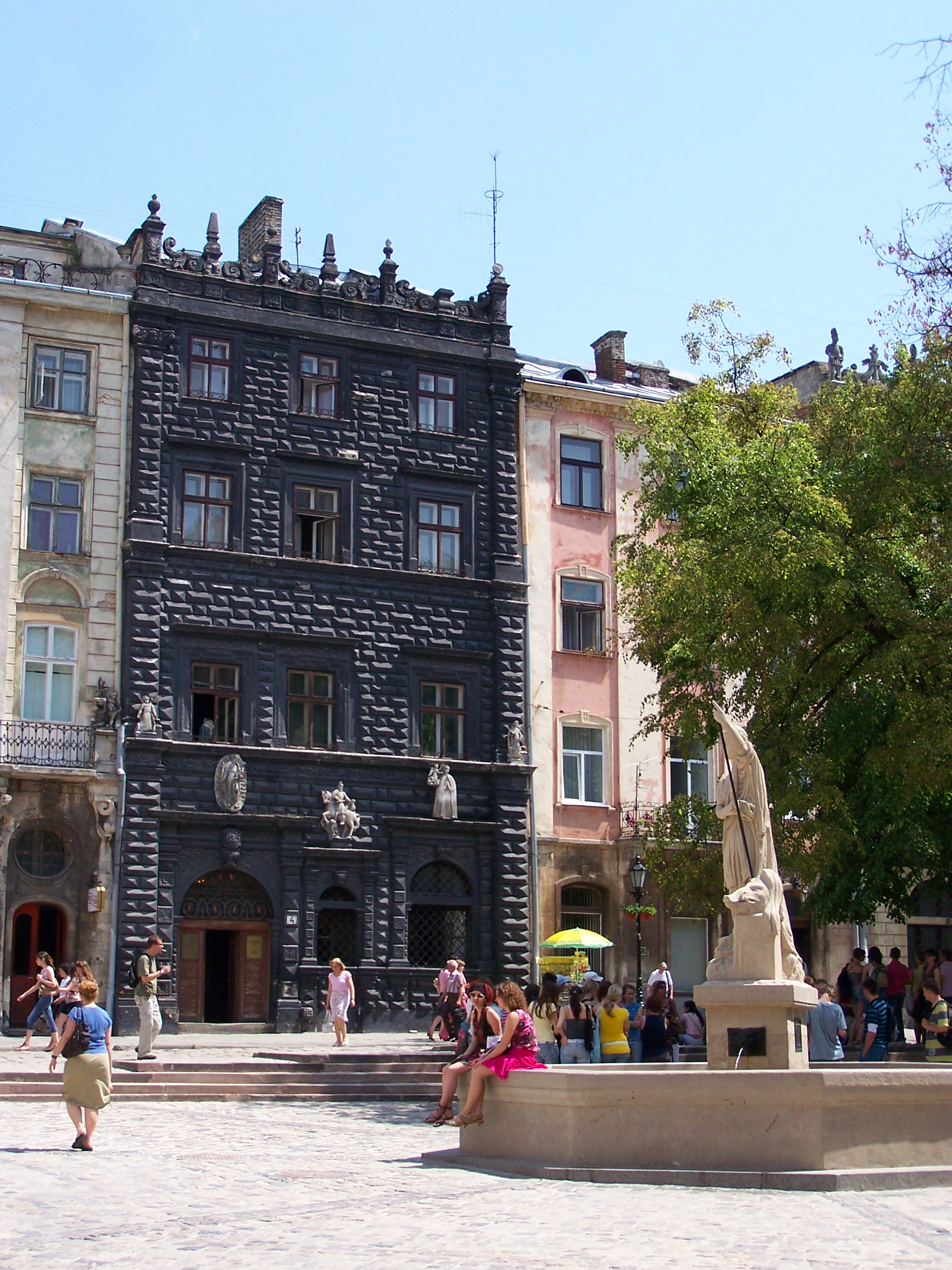
„Černý dům“ na Rynku
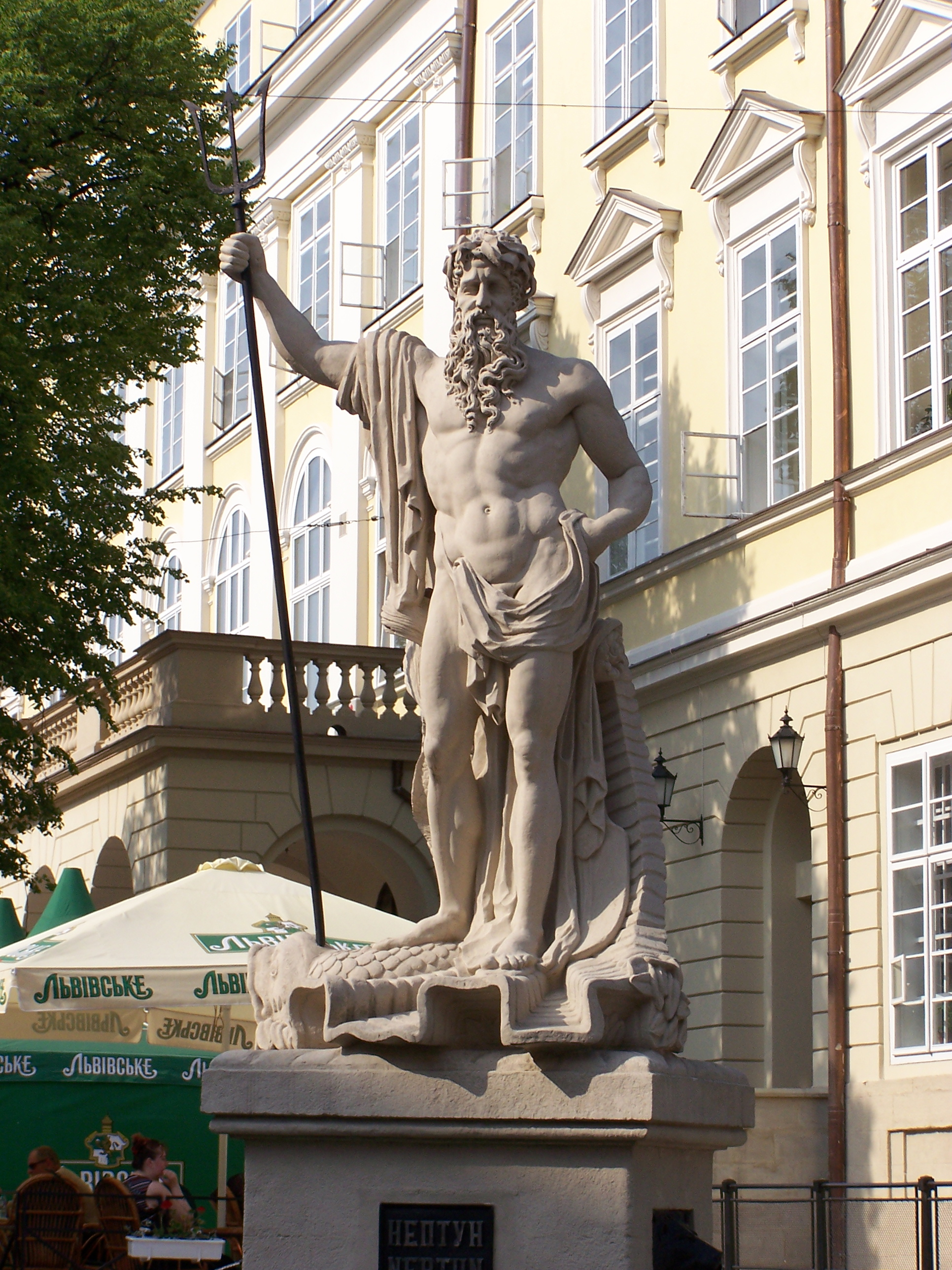
Socha Neptuna na Rynku
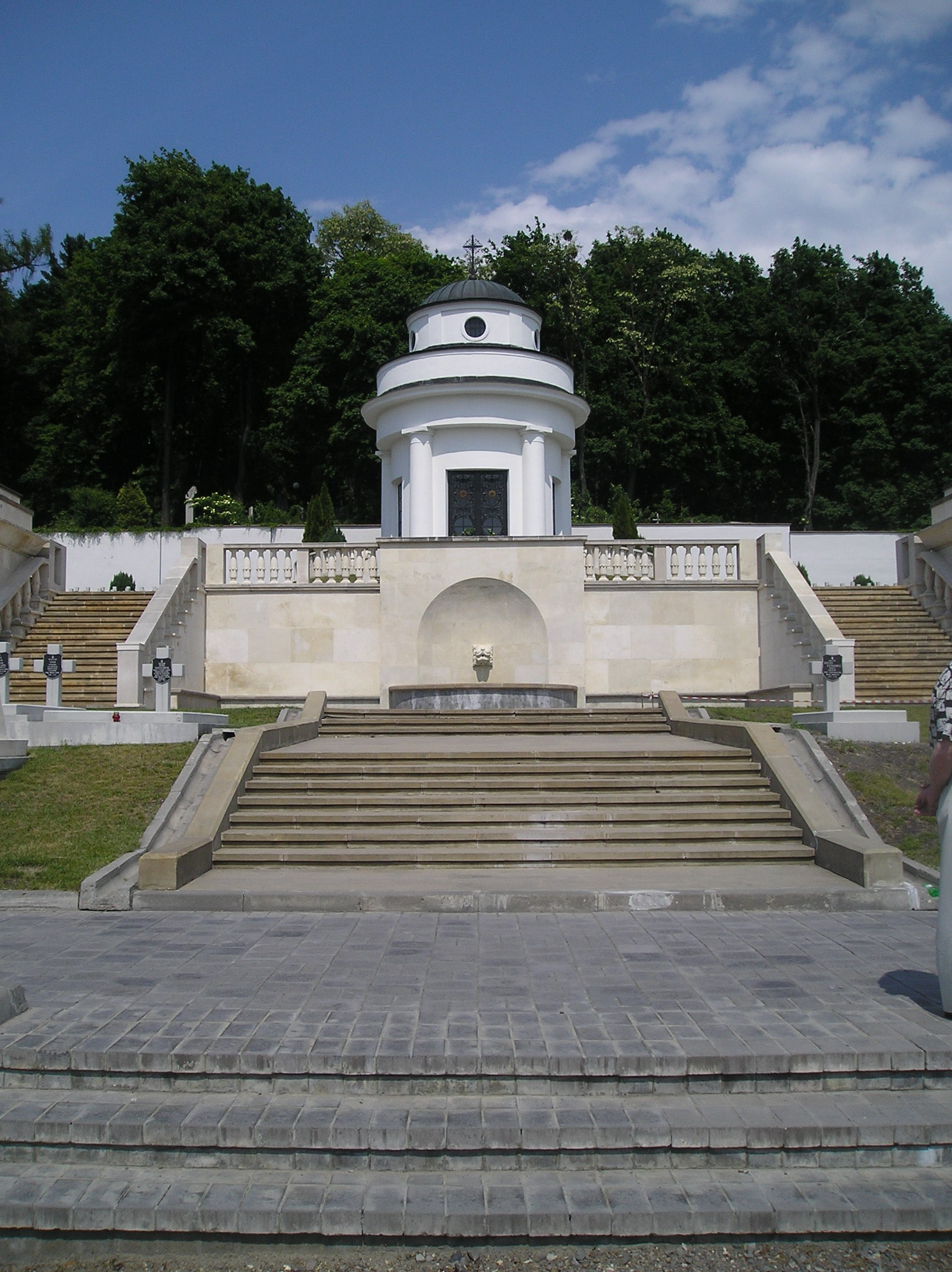
Kaple na hřbitově obránců Lvova
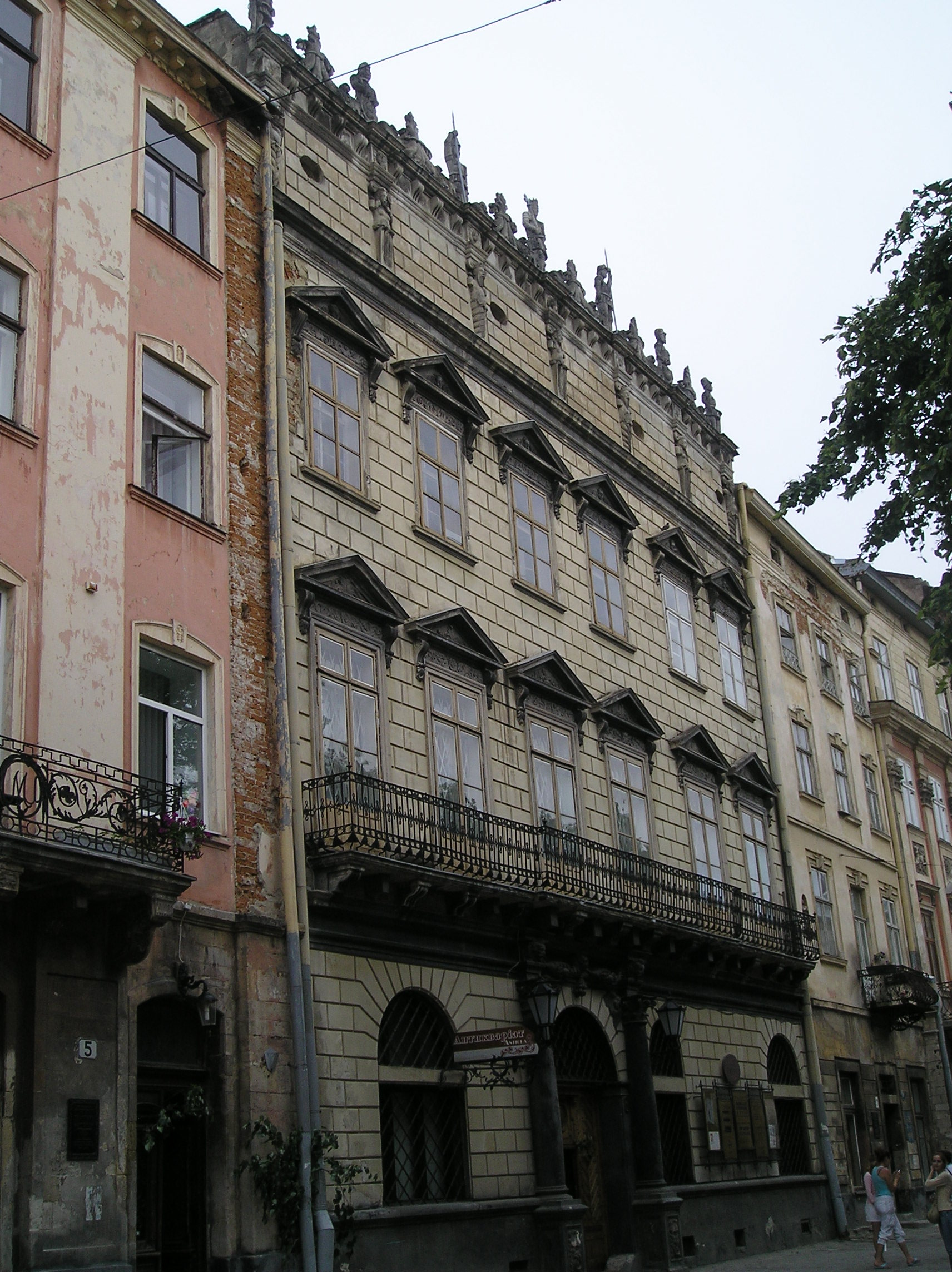
Renesanční palác krále Jana III. Sobieského na Rynku
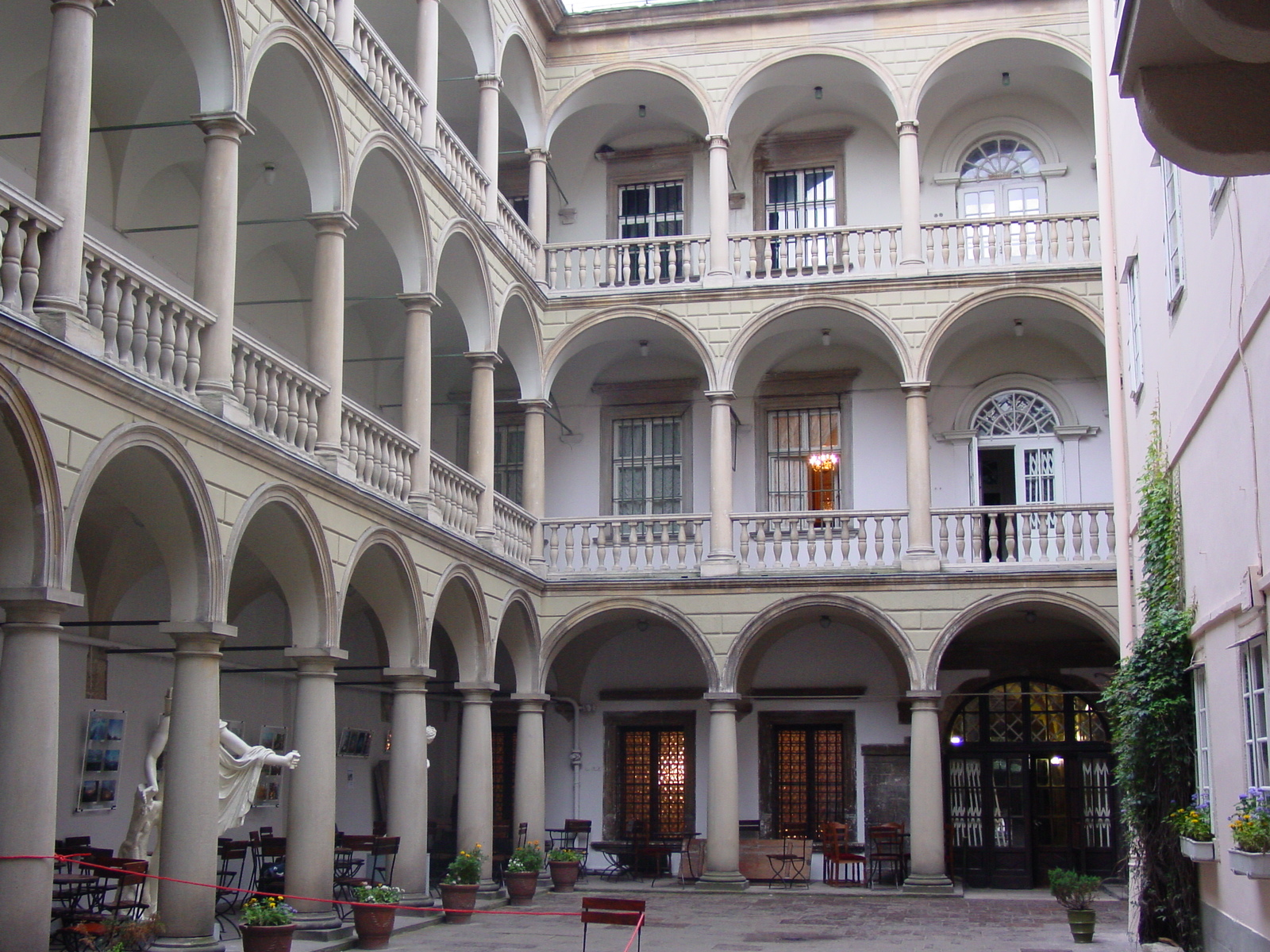
Dvůr královského paláce
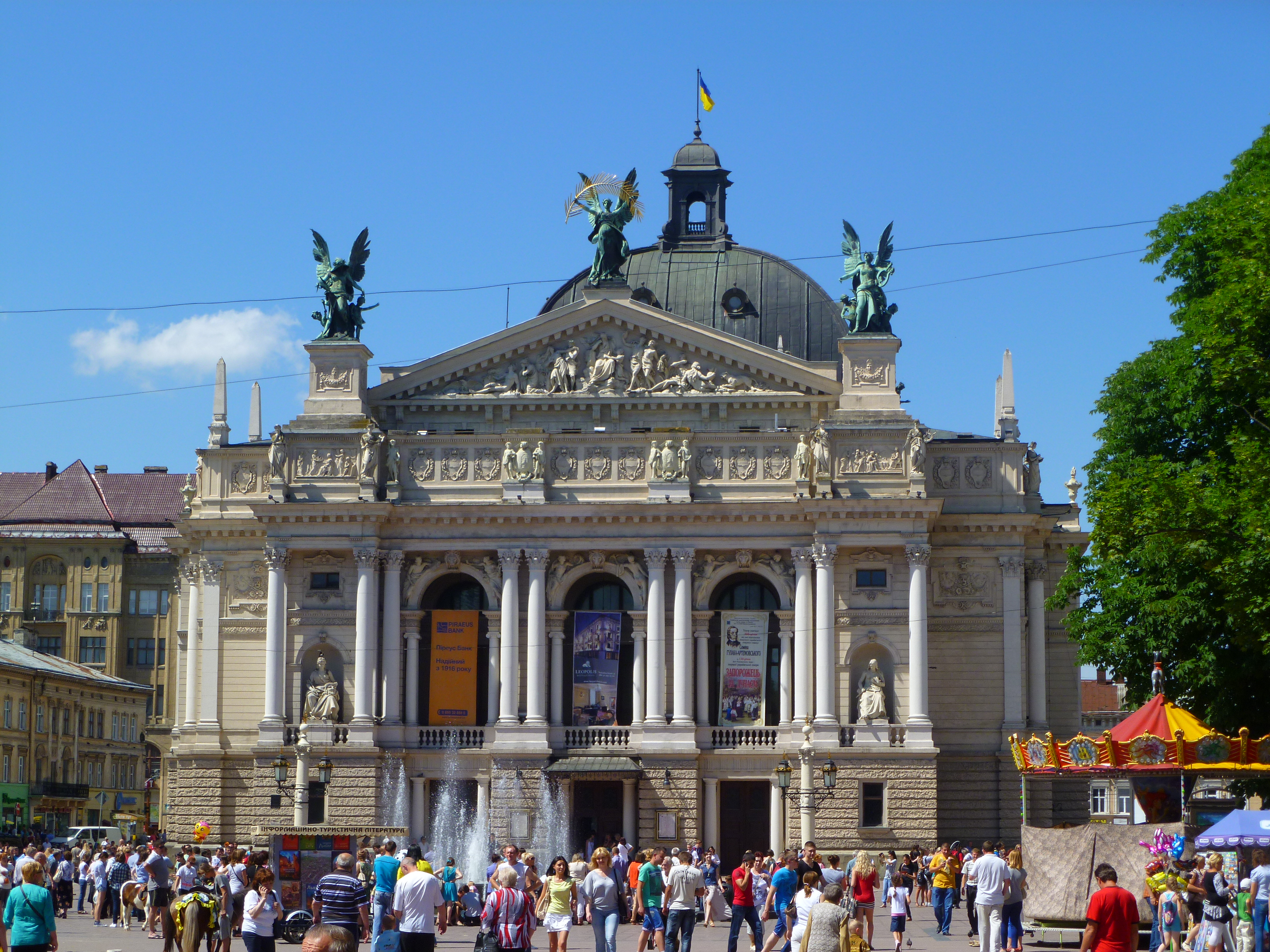
Lvovská opera
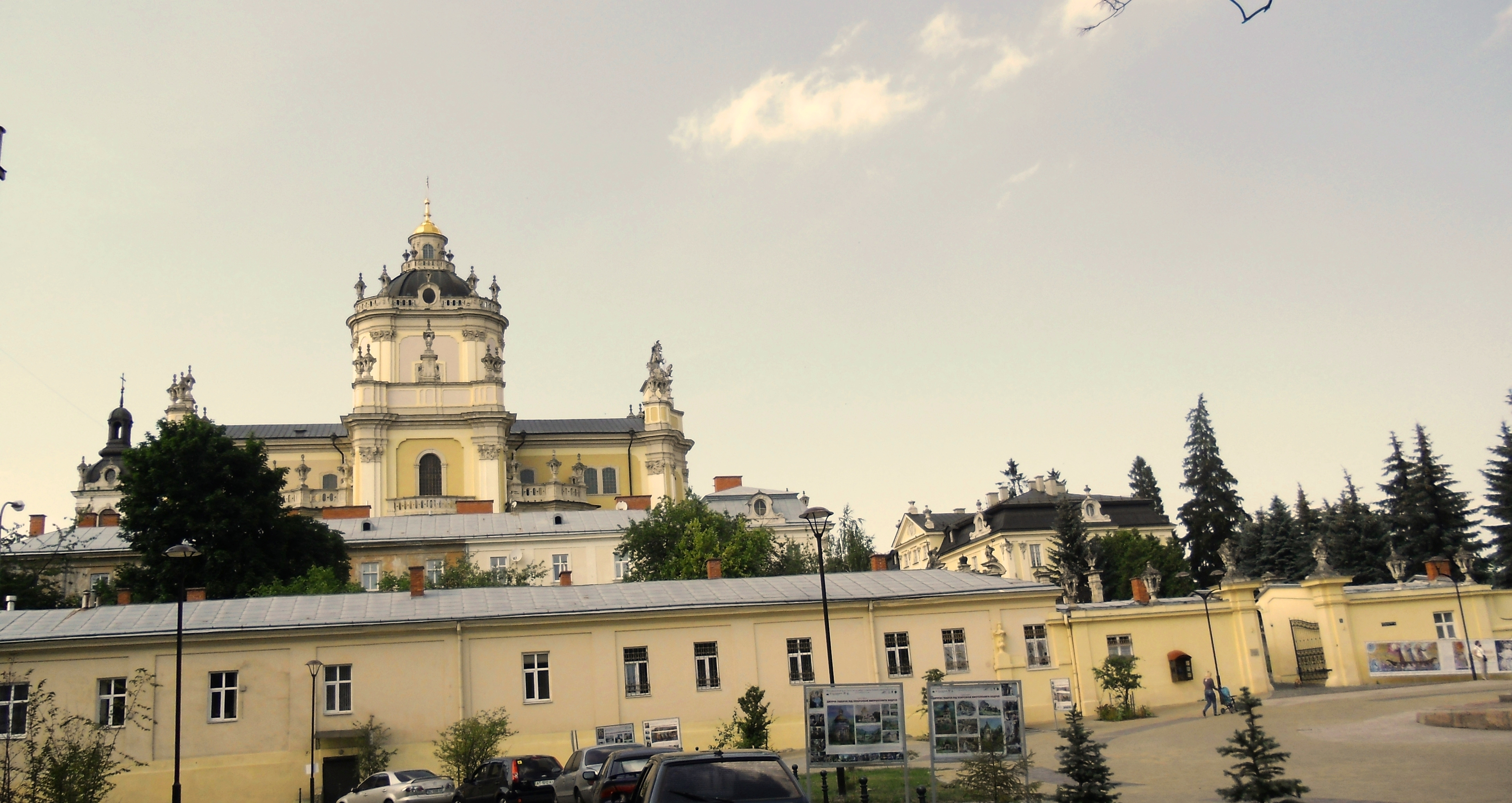
Katedrála sv. Jiří ve městě Lvov
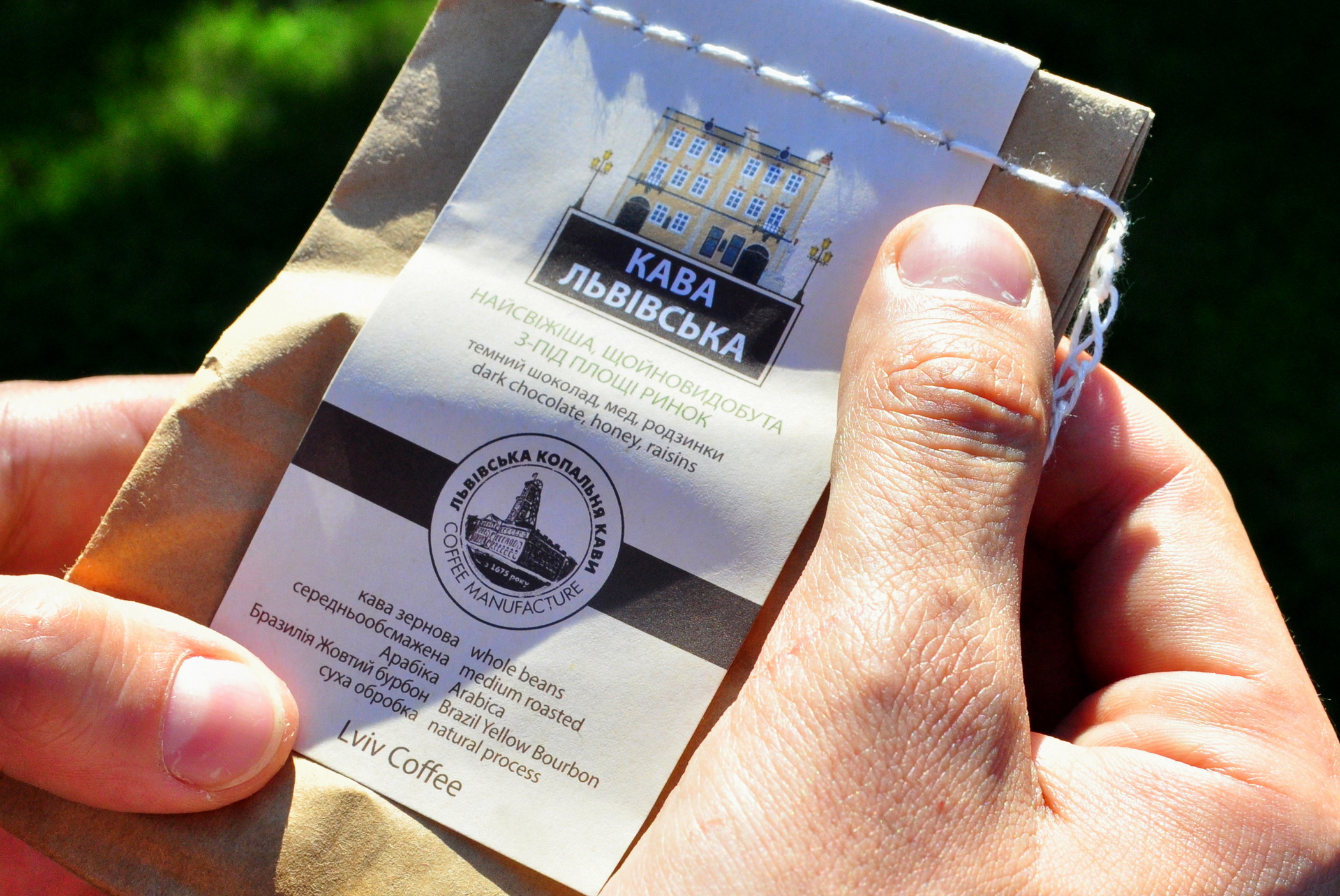
Tradiční lvovská káva